# Obwód miński

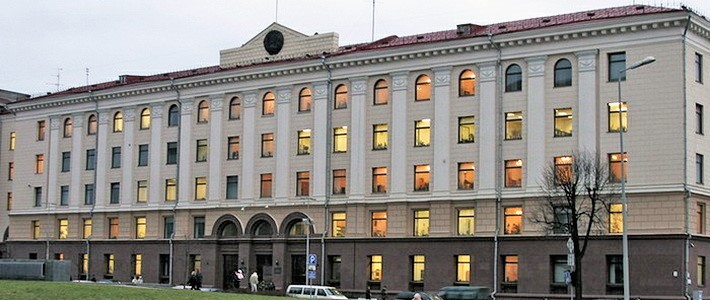
Budynek Komitetu Wykonawczego Obwodu Mińskiego

Obwód miński (biał. Мінская во́бласць, trb. Minskaja wobłasć, ros. Минская область) – obwód Białorusi leżący w jej centralnej części kraju. Stolicą obwodu jest Mińsk, który jest miastem wydzielonym.

## Demografia
Liczba ludności:
- 1998: 1 566 200
- 1999: 1 559 000 (808 000 miejska, 751 000 wiejska)[2]
- 2003: 1 513 900
- 2006: 1 466 000
- 2007: 1 461 800
- 2008: 1 458 500
- 2009: 1 422 000 (788 000 miejska, 634 000 wiejska)[2]
- 1 stycznia 2010: 1 418 900 (787 400 miejska, 631 500 wiejska)[3]
- 1 stycznia 2011: 1 411 500[4]
- 1 maja 2011: 1 409 500[5]

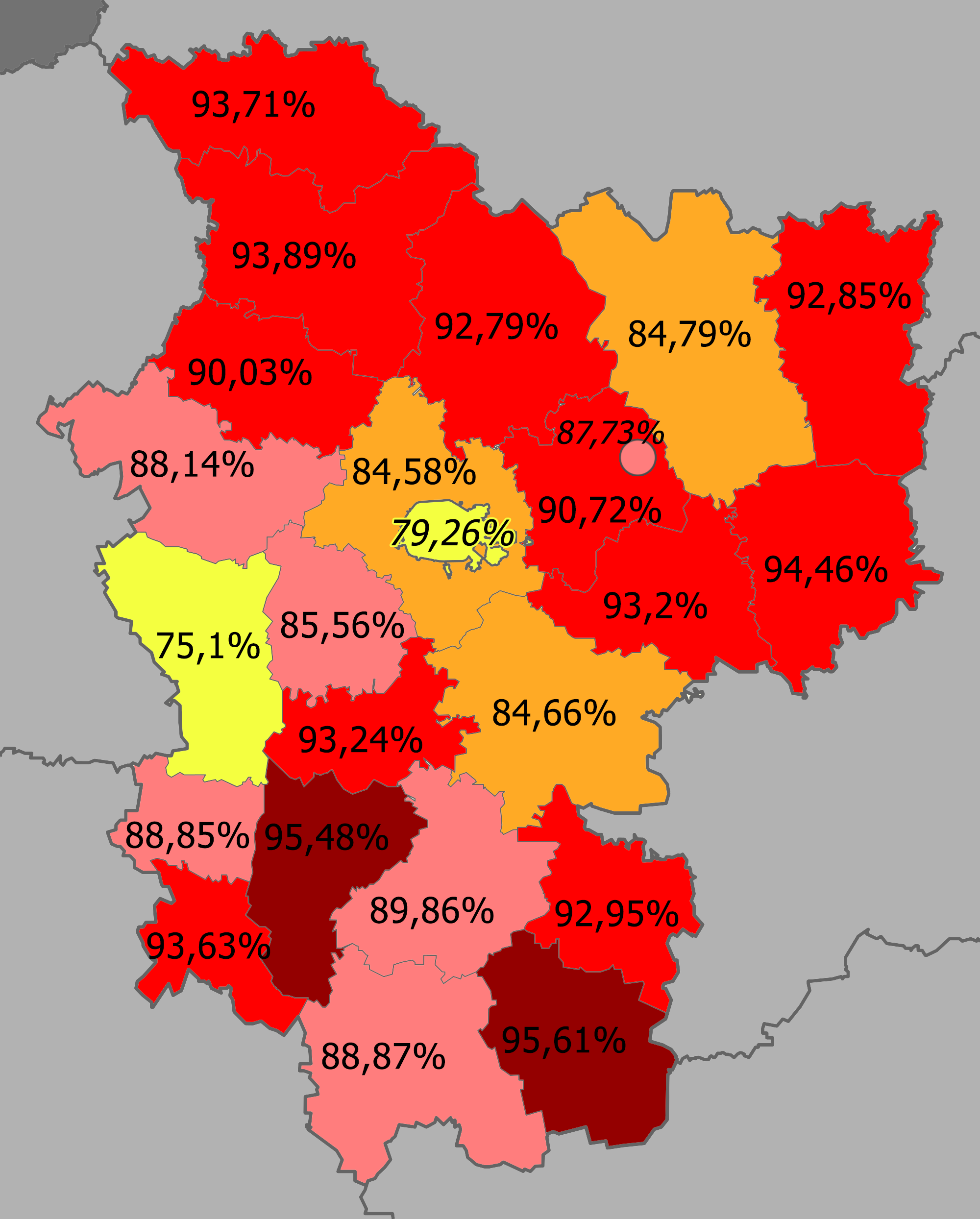
Białorusini     >95%     90–95%     85—90%     80–85%     <80%
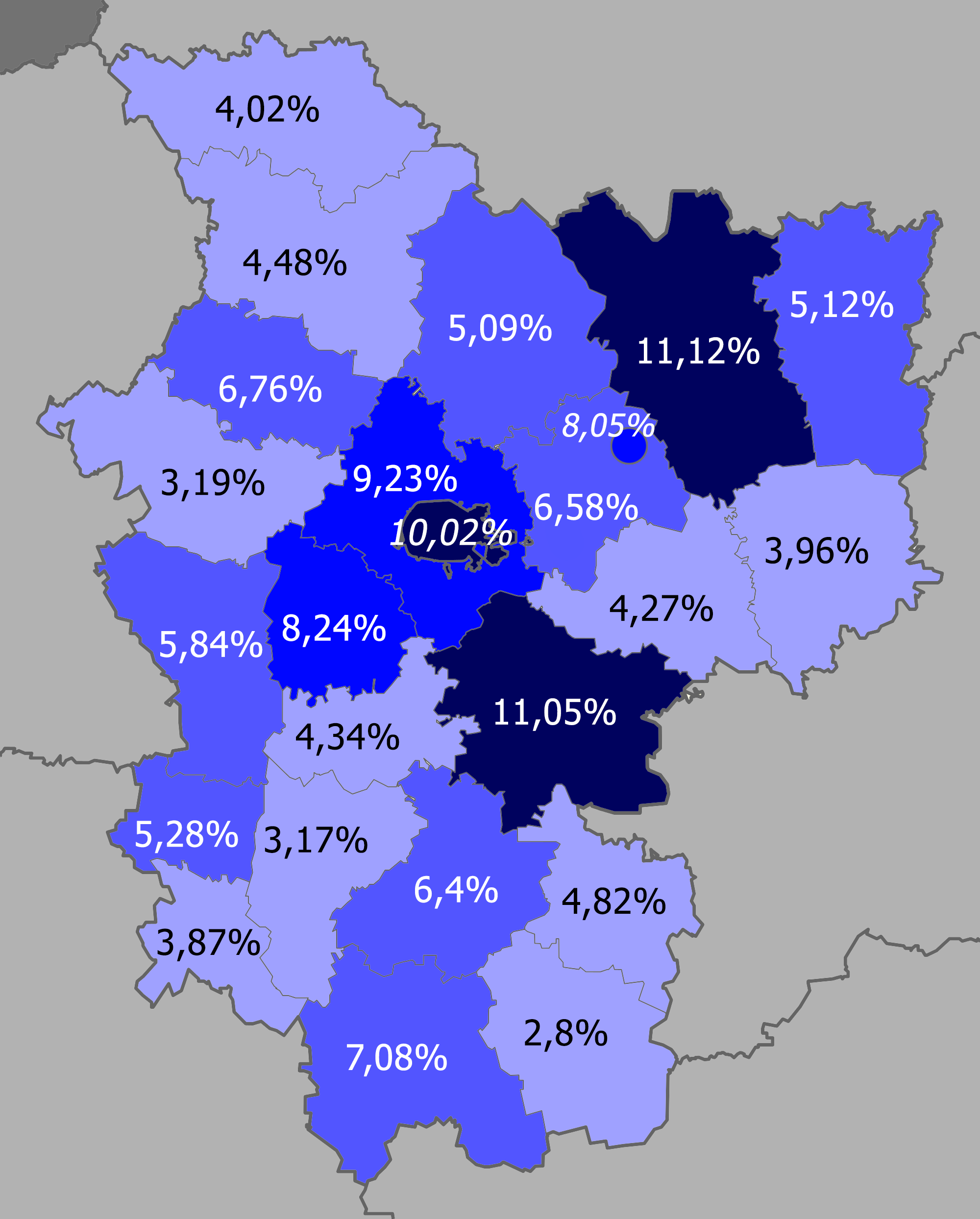
Rosjanie     >10%     8–10%     5–8%     <5%
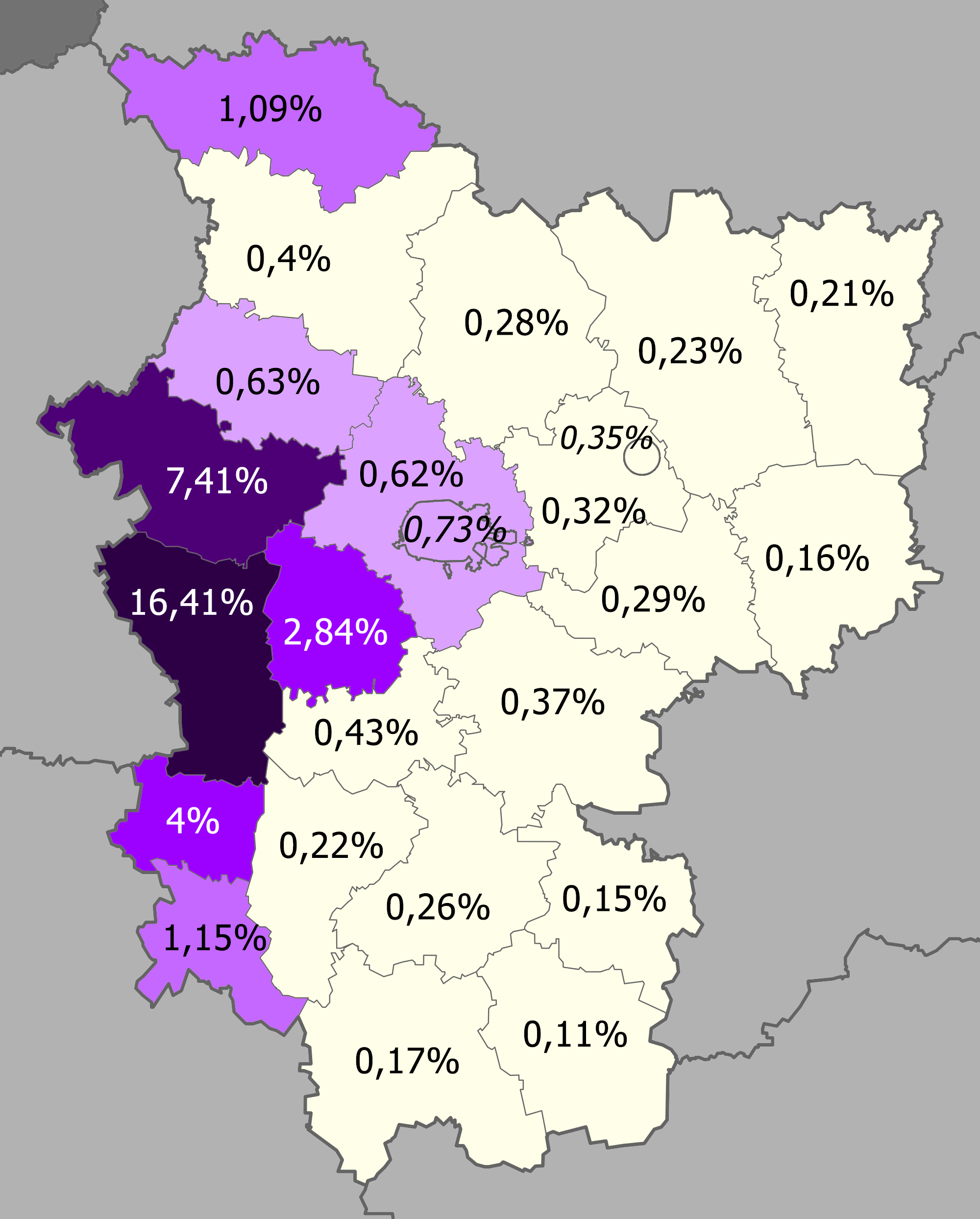
Polacy     >15%     5–15%     2–5%     1–2%     0.5–1%     <0.5%

## Media
- Tygodnik Rehijanalnaja Hazieta (ukazuje się w Mołodecznie) ze stroną internetową www.rh.by

## Podział administracyjny
Rejony:
1. Berezyński (Berezyna) Бярэзінскі (Biarezinski)
2. Borysowski (Borysów) Барысаўскі (Barysaŭski)
3. Czerwieński (Czerwień) Чэрвеньскі (Červieński)
4. Dzierżyński (Dzierżyńsk) Дзяржынскі (Dziaržynski)
5. Klecki (Kleck) Клецкі (Klecki)
6. Kopylski (Kopyl) Капыльскі (Kapylski)
7. Krupski (Krupki) Крупскі (Krupski)
8. Lubański (Lubań) Любаньскі (Lubański)
9. Łohojski (Łohojsk) Лагойскі (Łahojski)
10. Miński (Mińsk) Мiнскі (Minski)
11. Miadziolski (Miadzioł) Мядзельскі (Miadzielski)
12. Mołodeczański (Mołodeczno) Маладзечанскі (Maładziečanski)
13. Nieświeski (Nieśwież) Нясьвіскі (Niaśvicki)
14. Puchowicki (Marina Horka) Пухавіцкі (Puchavicki)
15. Słucki (Słuck) Слуцкі (Słucki)
16. Smolewicki (Smolewicze) Смалявіцкі (Smalavicki)
17. Soligorski (Soligorsk) Салігорскі (Salihorski)
18. Starodoroski (Stare Dorohi) Старадарожскі (Staradarožski)
19. Stołpecki (Stołpce) Стаўбцоўскі (Staŭbcoŭski)
20. Uździeński (Uzda) Уздзенскі (Uzdzienski)
21. Wilejski (Wilejka) Вялейскі (Vialejski)
22. Wołożyński (Wołożyn) Валожынскі (Vałožynski)